# Catedral de la Asunción de la Santísima Virgen (San Petersburgo)
La Catedral de la Asunción de la Santísima Virgen (en ruso: Собор Успения Пресвятой Девы Марии) es un edificio religioso que fue usado como catedral católica en la ciudad de San Petersburgo en Rusia desde 1873 hasta 1926, y la residencia del Metropolitano de Mogilev, el jefe de la Iglesia católica en el Imperio Ruso. Administrativamente pertenece a la región Noroeste de la archidiócesis católica de Moscú, dirigida por el Arzobispo Metropolitano de Paolo Pezzi. El edificio de la Catedral está cerrado desde la calle, que ahora es solo un seminario católico llamado "María Reina de los Apóstoles". La Catedral tiene regularmente conciertos de música sacra.